# Schöllenbach (Itter)
Der Schöllenbach ist ein knapp vier Kilometer langer Bach im hessischen Odenwaldkreis, der unterhalb des Ortsteils Schöllenbach der Odenwald-Stadt Oberzent von rechts in den Itterbach mündet.

## Name
Das Gewässer wird 1395 als Schelenbach erstmals schriftlich erwähnt. Das Bestimmungswort des Namens leitet sich vom mittelhochdeutschen Verb schellen für „schallen“ ab.

## Geographie

### Verlauf
Der Schöllenbach entspringt in einem für den Buntsandstein-Odenwald typischen nord-südlich ausgerichteten Kerbtal, das am Kohlwald (560,4 m ü. NHN) westlich von Bullau und damit am Südrand der Würzberger Platte ansetzt und sich nach Süden öffnet. Das Quellgebiet des Schöllenbachs liegt rund zwei Kilometer südlich von Bullau, wo sich das Tal schon zwischen dem Rudelsberg im Westen und dem Langen Forst im Osten eingetieft hat, die hier jeweils über 500 Meter Höhe aufragen. Einziger nennenswerter Zufluss zum Schöllenbach ist der rechte und von Westen kommende Tunnelbach, dessen Name vom Krähbergtunnel abgeleitet ist; das Ostportal des Tunnels liegt im Seitental des Zuflusses.
Unterhalb der Ortslage von Schöllenbach fließt der Schöllenbach auf einer Höhe von etwa 285 m ü. NHN von rechts und Westen dem Euterbach zu, der ab dieser Einmündung Itterbach genannt wird.
Der etwa 3,9 km lange Lauf des Schöllenbachs endet ungefähr 94 Höhenmeter unterhalb seiner Quelle, er hat somit ein mittleres Sohlgefälle von 24 ‰.

### Einzugsgebiet
Der Schöllenbach entwässert 11,4 km² des mittleren Odenwaldes über den Itterbach südwärts zum Neckar. Die Grenze seines Einzugsgebietes folgt der Main-Neckar-Wasserscheide vom Kohlwald im Norden über das Wirtshaus Gebhardshütte und das Jagdschloss auf dem Krähberg bis zum Reußenkreuz im Westen. Im Osten reicht das Einzugsgebiet bis zur Kammlinie des Langen Forsts. Im Südwesten wird das Einzugsgebiet durch eine langgezogene schmale Hochfläche begrenzt, die am Reußenkreuz ansetzt und sich bis gegenüber von Friedrichsdorf am Itterbach fortsetzt. Das Einzugsgebiet ist bewaldet bis auf die Ortslage von Schöllenbach und einen schmalen Streifen Feldgemarkung im Talgrund, der sich ortsbegleitend von der Mündung her rund drei Kilometer weit bis in das Seitental des Tunnelbachs erstreckt.
Im Zentrum des Einzugsgebietes liegt der Mittelberg (506,6 m ü. NHN), an dem sich die Gemeindegrenzen von Hesseneck, Sensbachtal und Beerfelden (seit 2018 alle Stadt Oberzent) trafen, die sich mit Erbach das Einzugsgebiet teilten.

### Zuflüsse
- Tunnelbach (rechts), 2,3 km

## Verkehr
Aus dem Mümlingtal bei Hetzbach im Westen kommend, folgt die Landesstraße 3108 als Teil der Siegfriedstraße vom Reußenkreuz ab kurvenreich als Passstraße den vielfach gekerbten steilen Talhängen oberhalb des Tunnelbachs hinab in das Schöllenbachtal und bietet so die einzige Straßenverbindung von Hesseneck zum restlichen Odenwaldkreis.
Entlang von Schöllenbach und Tunnelbach erreicht die Odenwaldbahn das Ostportal des 3100 Meter langen Krähbergtunnels.